# Furna de Santana

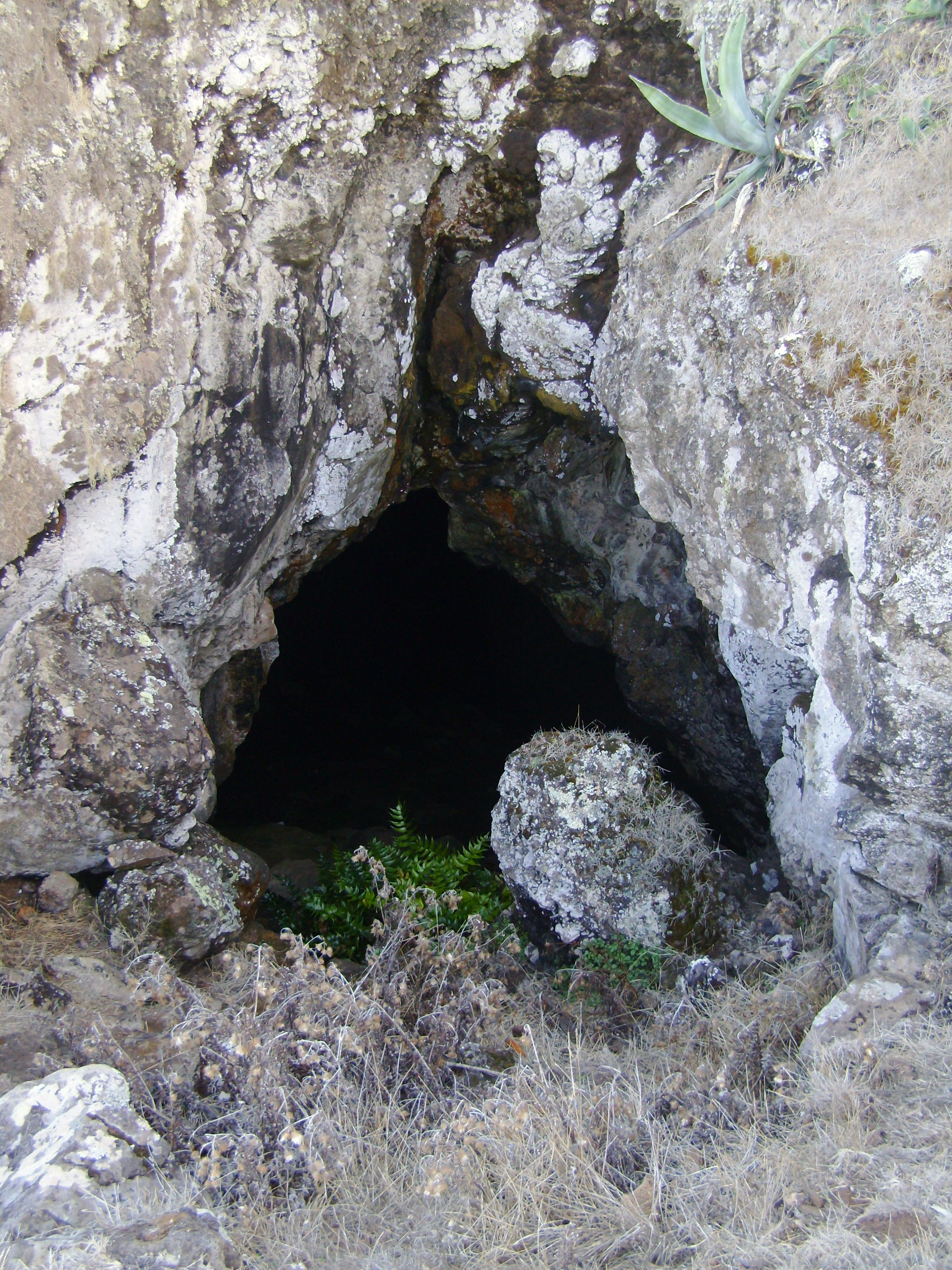
Furna de Santana, lugar dos Anjos: entrada.

A Furna de Santana, também referida como Gruta de Santana, Furna dos Anjos e Algar dos Anjos, localiza-se no lugar dos Anjos, na freguesia da Vila do Porto, concelho da Vila do Porto, na ilha de Santa Maria, nos Açores.

## Características
Esta cavidade apresenta uma geomorfologia de origem vulcânica em forma de fenda em gruta de erosão localizada em arriba, desenvolvendo-se num comprimento de 117,85 metros por uma largura máxima de 11,2 metros, com uma altura também máxima de 8,6 metros.
Uma descrição mais antiga da mesma refere:
"A Grota do Risco, neste local, a 15 metros do nível do mar, acha-se a abertura voltada a Norte, a altura da furna atinge 10 metros. Bifurca-se em dois corredores, um para leste, com 21 metros de comprimento e com a largura de 5 metros; o outro na direcção do Sudoeste de 48 metros de comprido e 7 metros na maior largura."
A tradição local refere que, nos momentos em que a ilha sofria as incursões de corsários e de piratas da Barbária, as gentes da ilha procuravam se ocultar em furnas como estas, nos matos e no interior da ilha, destacando-se a "Lenda da Furna de Sant'Ana" (MONTEIRO, 1969:43-45).